# 毛腿夜鹰亚科
毛腿夜鹰亚科（学名：Eurostopodinae）是夜鹰科下的一个亚科，现存9种，分布于中国到澳大利亚之间广大地区的森林和灌木中。通体灰棕色，善于伪装，以昆虫为食。这个亚科原本只包含一个属，即毛腿夜鹰属，后来从中拆分出了毛腿夜鹰及马来毛腿夜鹰两种，作为Lyncornis属。 